# 纳塔利娅·波克隆斯卡娅
纳塔利娅·弗拉基米罗芙娜·波克隆斯卡娅（1980年3月18日—），烏克蘭裔克里米亚檢察官及政治人物，2014年2月前為烏克蘭檢察總長辦公室檢察官，其後倒戈效忠俄羅斯。現任俄罗斯联邦总检察长顾问。她於2014年3月至2016年9月期間擔任克里米亞共和國总检察长。她在就任總檢察長後的記者會影片透過網路迅速流傳，因而開啟了國際知名度。

## 司法生涯

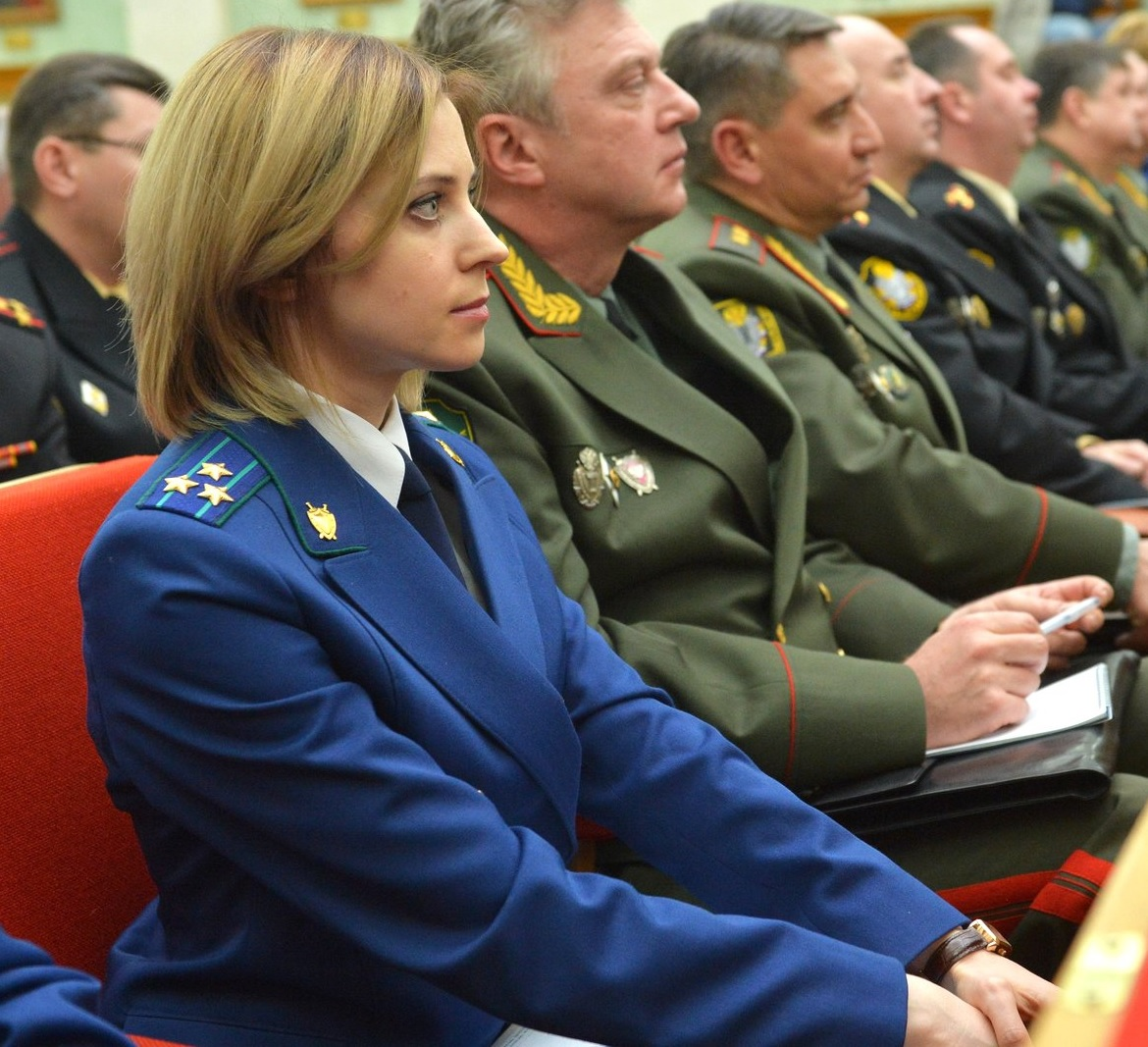
2015年3月24日，最高检察院干部会议

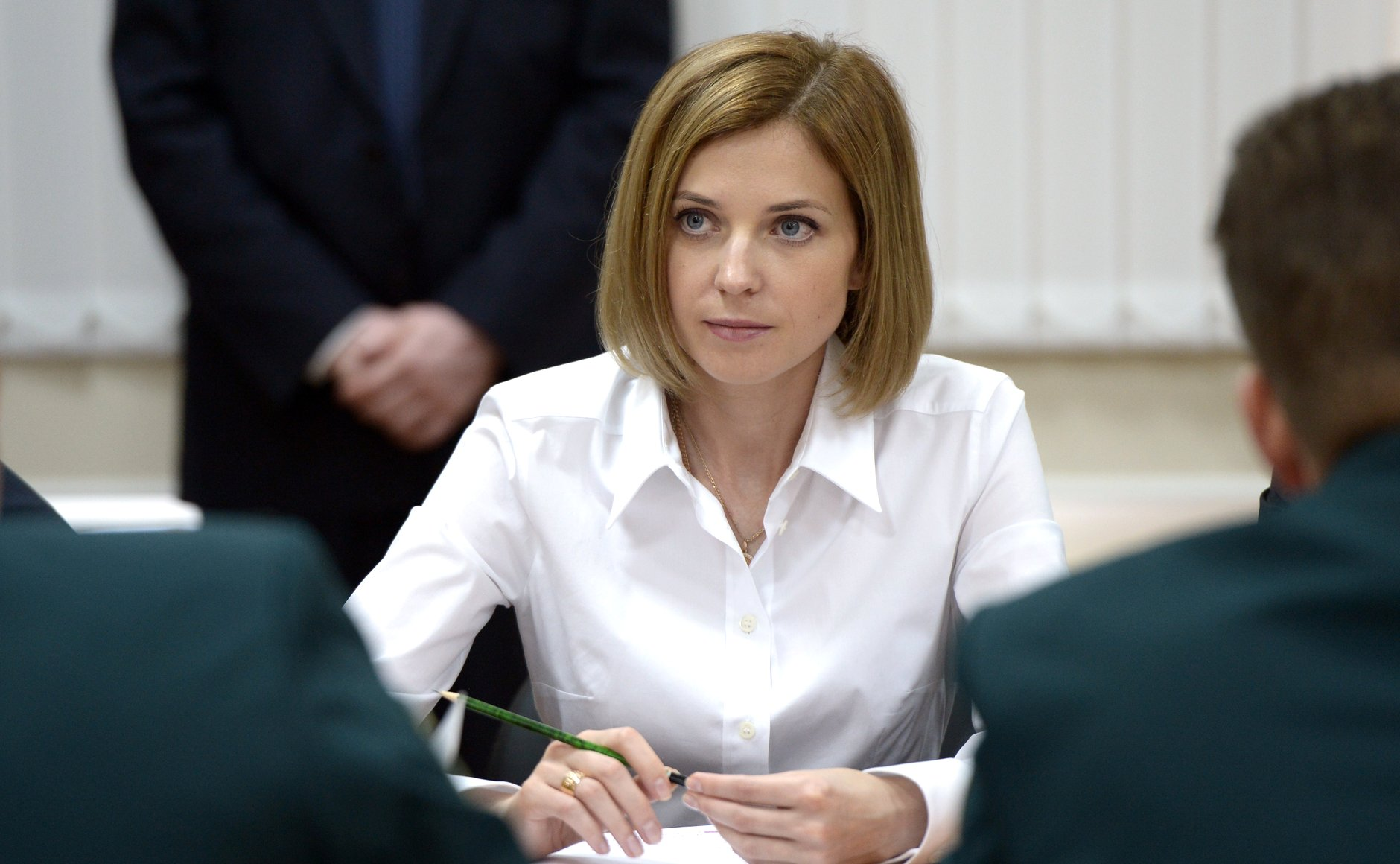
2015年8月19日，克里米亚联邦管区的法治会议

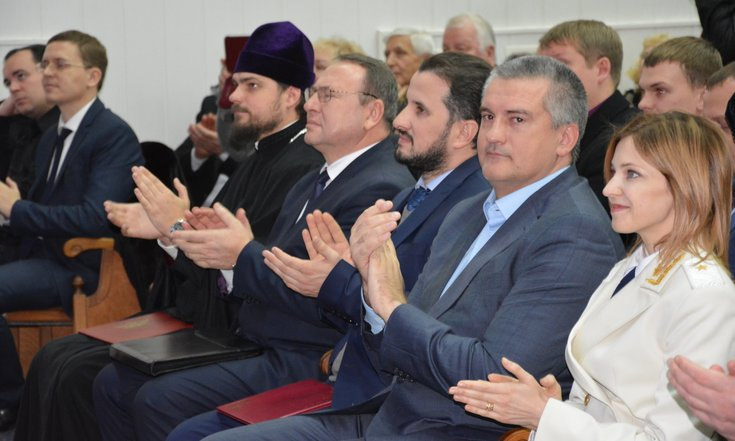
2016年1月12日，坐在克里米亚共和国首脑謝爾蓋·阿克肖諾夫旁的波克隆斯卡娅

波克隆斯卡娅于1980年出生在苏联伏罗希洛夫格勒州的米哈伊利夫卡（今属乌克兰卢甘斯克州），1990年與其家庭搬到克里米亞的叶夫帕托里亚居住。2002年畢業於哈爾科夫國立內務大學的叶夫帕托里亚分校，在2011年時参与過一場高度轟動的審判案，調查對象是曾任克里米亚最高苏维埃代表、塔夫里亞足球俱樂部经理的鲁维穆·阿罗诺夫（Рувим Аронов）。當時的阿羅諾夫被控與涉嫌武装犯案、蓄意杀人的犯罪集團“巴什玛科”有所掛勾。
同樣在2011年，波克隆斯卡娅在克里米亞首府辛菲罗波尔當上了跨区环保检察长，之後被派到首都基輔的乌克兰檢察總長辦公室擔任检察官，一直到2014年初為止。當時的烏克蘭親歐盟示威運動越演越烈，波克隆斯卡亞在這場騷動升級之後，尖銳地批判了該年2月上台的乌克兰临时政府，称其为“灰烬之中诞生的魔鬼”，又於2月25日提出辭呈、在文中寫著「生活於這樣一個縱容匪賊之輩暢行街頭的國度裡，真是深感可恥」，同時用這句話對激進派親歐群眾的集會遊行表達了不滿。波克隆斯卡娅的上級駁回所請，並讓她去放大假，於是她從基輔返回父母在克里米亞的老家。
2014年3月11日，克里米亚自治共和国部长会议主席謝爾蓋·阿克肖諾夫正式任命波克隆斯卡娅为新一任总检察长，她所接替的上一位檢察長是效忠於基輔政府的人士，而且據稱在波克隆斯卡娅到任之前，有四個人拒絕接下此一空缺。政治立場親向俄罗斯的波克隆斯卡娅，隨即開了自己上任後的第一场新聞發布會，她在會中對記者表示乌克兰政局已经陷入动荡，但克里米亚的法律体系依然存在且仍在运转，“一切都很好”，克里米亚不会接受任何形式的违法活动。波克隆斯卡娅稱，目前她的第一个任务是调整被乌克兰政治动荡所打乱的日常工作。
波克隆斯卡娅曾經抨擊烏克蘭臨時政府的執政是「違憲政變」，因此基輔政府反控她觸犯了乌克兰刑法第109条，并下令通缉她。基輔还指出波克隆斯卡亞在烏國檢察總長室擔任检察官期間，“败坏了检察机关同事的名誉”而遭到解雇，还以此為由，褫奪其“司法顾问”的公職身分。对于自己被通缉，她表示：“我不害怕说出了真相，我是无罪的。我并没有像基輔当局的某些人那样鼓吹纳粹主义。如果他们想发起对我的刑事指控，我不会害怕。”
2014年5月8日，包括波克隆斯卡娅在内的克里米亚法律界人士在公开仪式上宣布效忠俄罗斯宪法，并宣誓“与俄罗斯法律的敌人战斗到底，无论敌人是谁”。波克隆斯卡娅带头宣誓，并向曾参加苏联苏德战争的克里米亚老战士致敬。
2014年5月12日，欧盟外长宣布欧盟决定再次扩大对俄罗斯制裁的“黑名单”，波克隆斯卡娅名列其中，理由是“积极贯彻将克里米亚并入俄罗斯”，被禁止入境并冻结资产。

## 政治生涯
2016年9月，波克隆斯卡娅在2016年俄羅斯國家杜馬選舉中被列入執政黨統一俄羅斯黨的比例代表制候選人名單，最後順利當選為議員。也因当选议员，她于2016年9月底向俄联邦总检察院递交辞呈，并于同年10月6日获准辞去检察长职务。
波克隆斯卡娅在2021年俄羅斯國家杜馬選舉中未再獲統一俄羅斯黨提名。2021年10月13日，俄罗斯总统普京任命她为俄罗斯驻佛得角大使，但之後她因「個人原因」取消赴任。
2022年2月2日，波克隆斯卡娅被普京總統改任命為独联体事务、海外侨民及国际人道合作署副署長。。2022年3月，她曾經拍影片反對俄羅斯對烏克蘭的全面入侵。2022年6月13日普京總統令宣布免去波克隆斯卡娅該署副署長一職。第二天，波克隆斯卡娅被任命为俄罗斯联邦总检察长伊戈爾·克拉斯諾夫的顾问。她宣布即日起停止在网络社交媒体上的活动。
2021年10月13日，俄羅斯總統普京任命波克隆斯卡婭為俄羅斯駐佛得角大使，烏克蘭外交部立即宣佈將尋求引渡她。理由是她旨在強行改變或推翻憲法秩序或奪取國家政權的行動，以及陰謀實施此類行動。烏克蘭外交部發言人奧列格·尼科連科表示波克隆斯卡婭即使在非洲也無法躲藏。

## 網路爆紅
波克隆斯卡娅出席了就職之後首次記者會、在大眾之前亮相後，因其清秀外貌而在網際網路上獲得廣泛矚目，人氣也因此快速攀升。波克隆斯卡娅的曝光還帶動了不少二次元衍生作品，日本社交网络出现大量以娜塔莉亚为藍本所創作的漫画，當中有許多是來自於艺术家社群網pixiv。這些作品不僅引來俄罗斯之声、今日俄罗斯、俄罗斯报等俄國大型媒體的關注，BBC新聞和彭博新聞社等英美媒體也都加以報導，而她本人在3月參加记者会的影片被上傳到YouTube之後，一天之內就獲得30万次的点击。
除了日本之外，波克隆斯卡娅也於中國等地的網路爆紅，中国新闻社和光明日报均對這位新檢察長製作了線上新聞。在中國的微博、美国的4chan和Reddit、以及俄罗斯的VKontakte等社交網路服務網站都激起了關於波克隆斯卡娅的熱烈議論。
波克隆斯卡娅谈及自己的容貌时，表示：“有人会感到惊讶。我对我的外表道歉——似乎很清秀。但你们要知道，我从事司法工作12年，我的容貌从来没有，将来也不会干扰我的工作。我向你保证”。在接受中国环球网记者专访时，她说：“我没时间上网，但‘美丽挽救世界’”。

网友创作的漫畫版娜塔莉亚形象
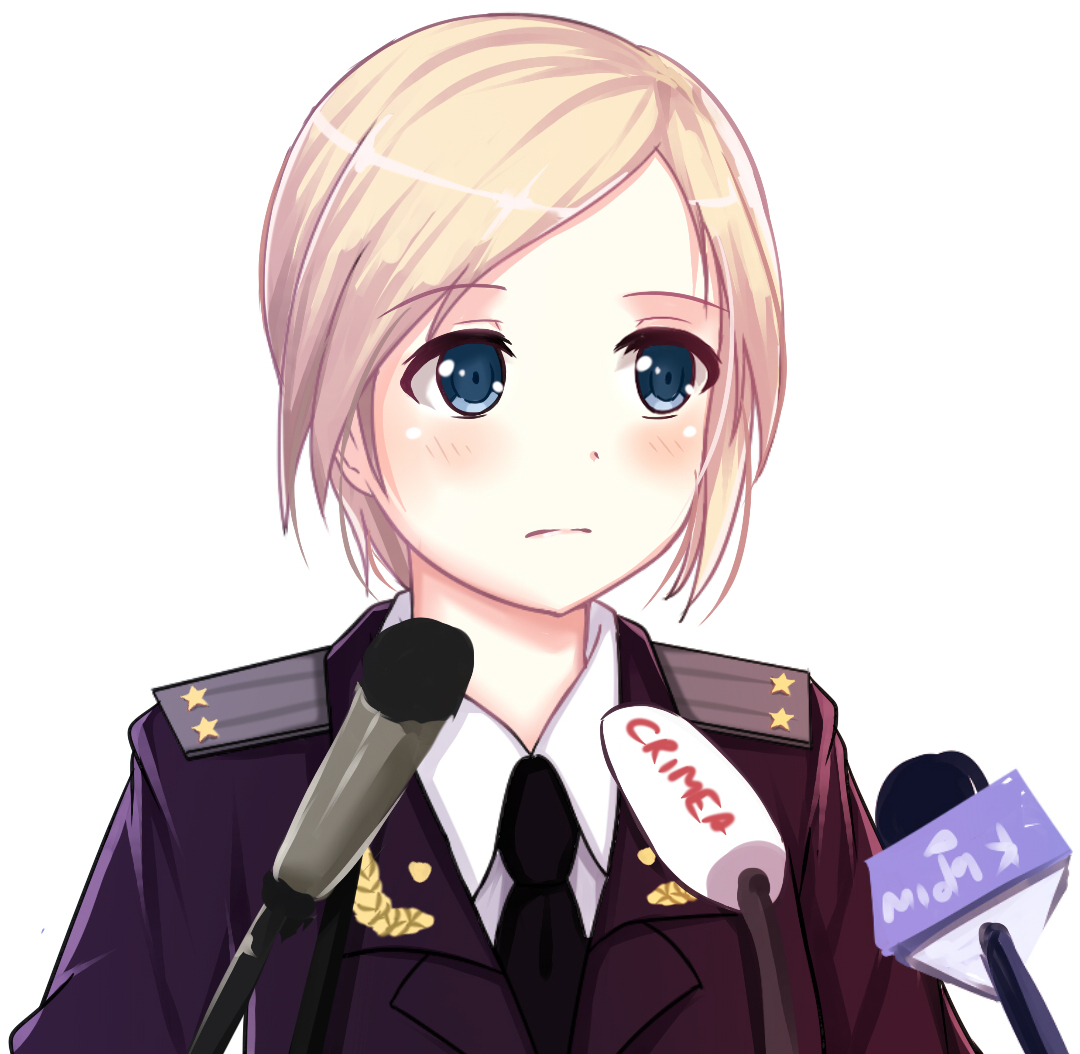
作者：Itachi Kanade
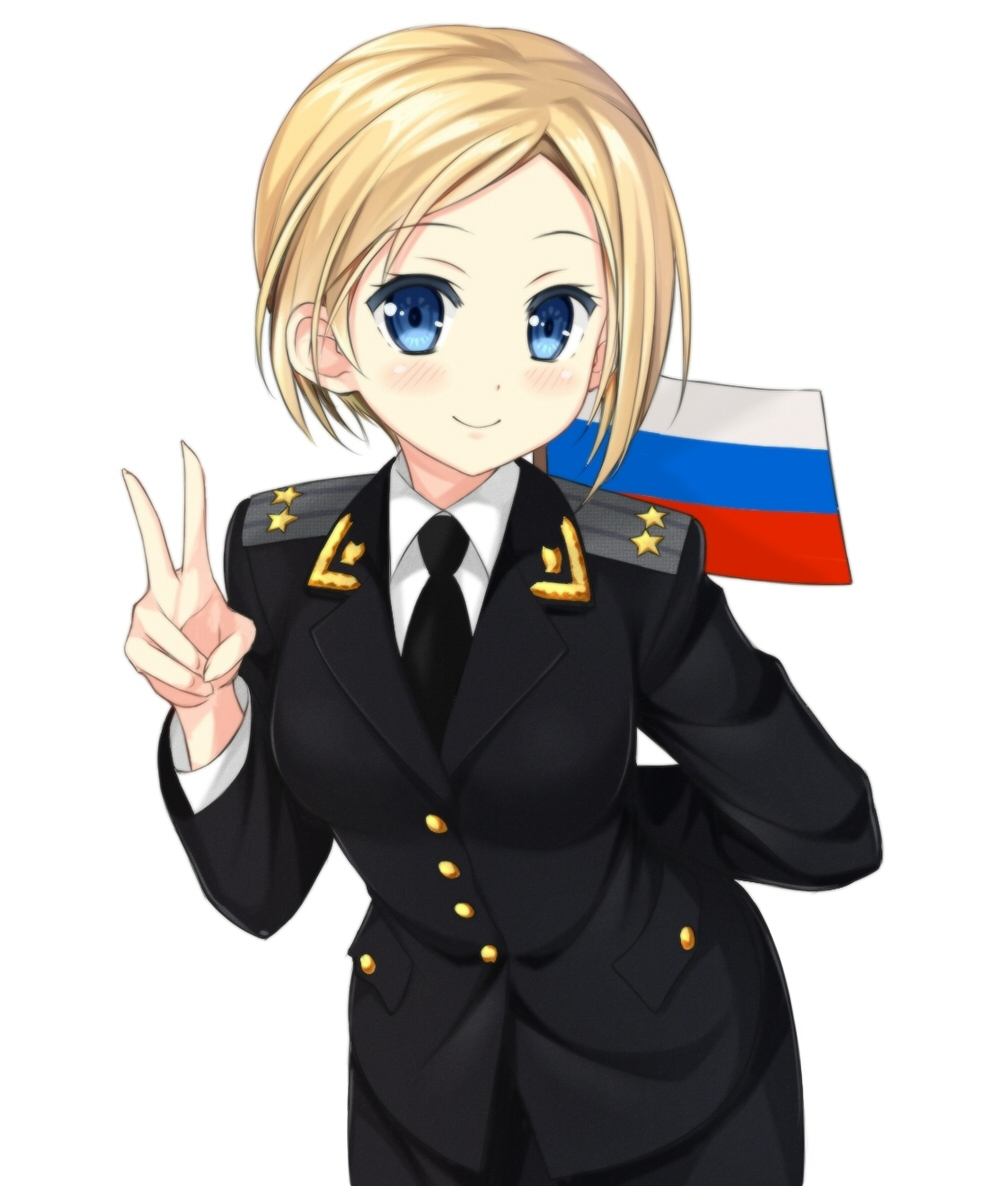
作者：phanc002
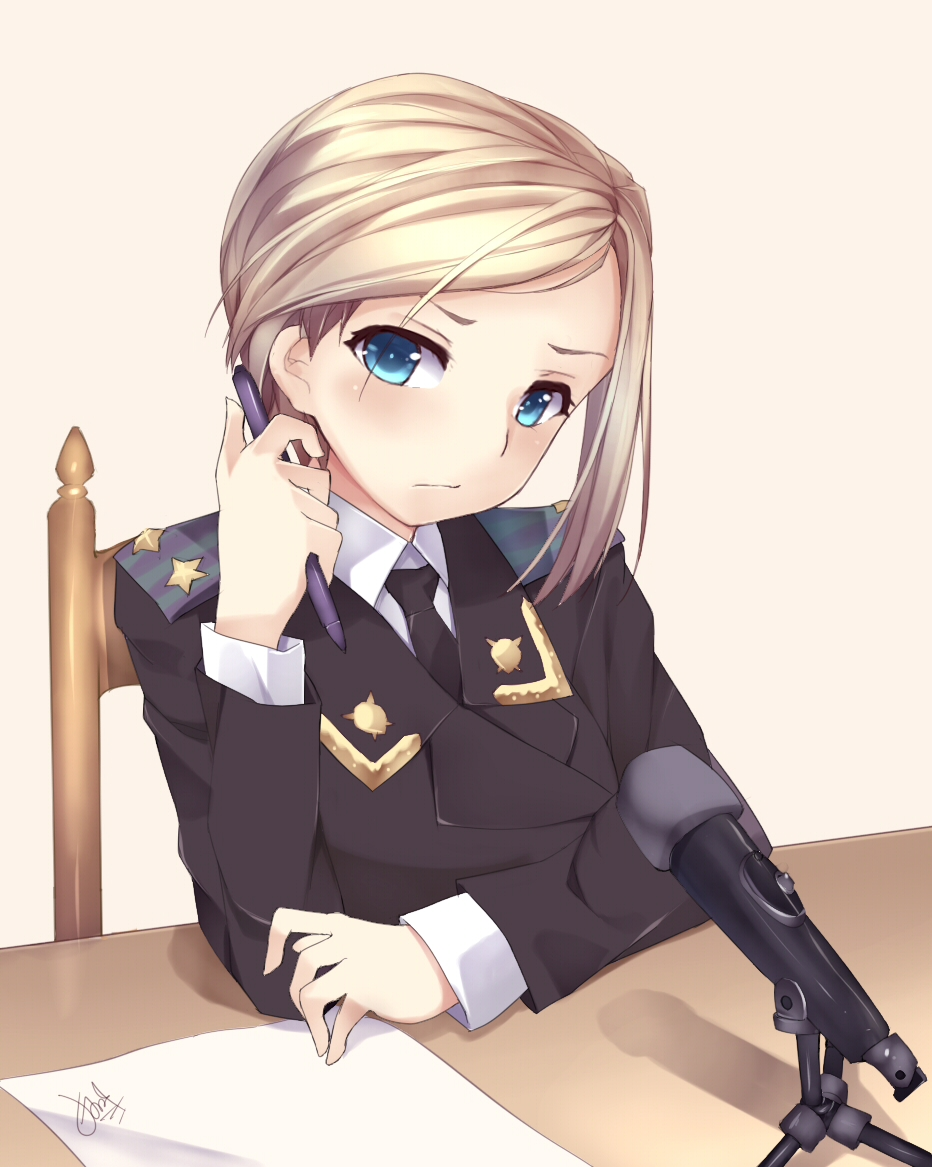
作者：BonKiru
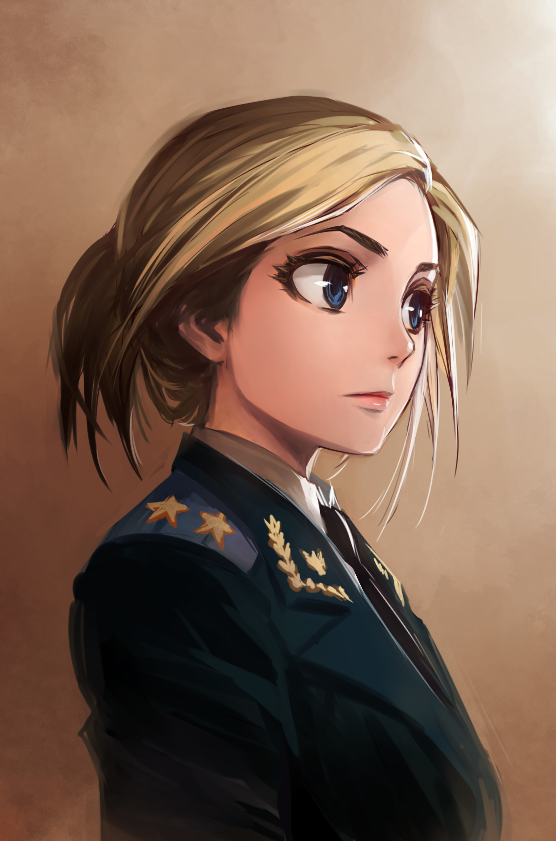
作者：Kriss Sison
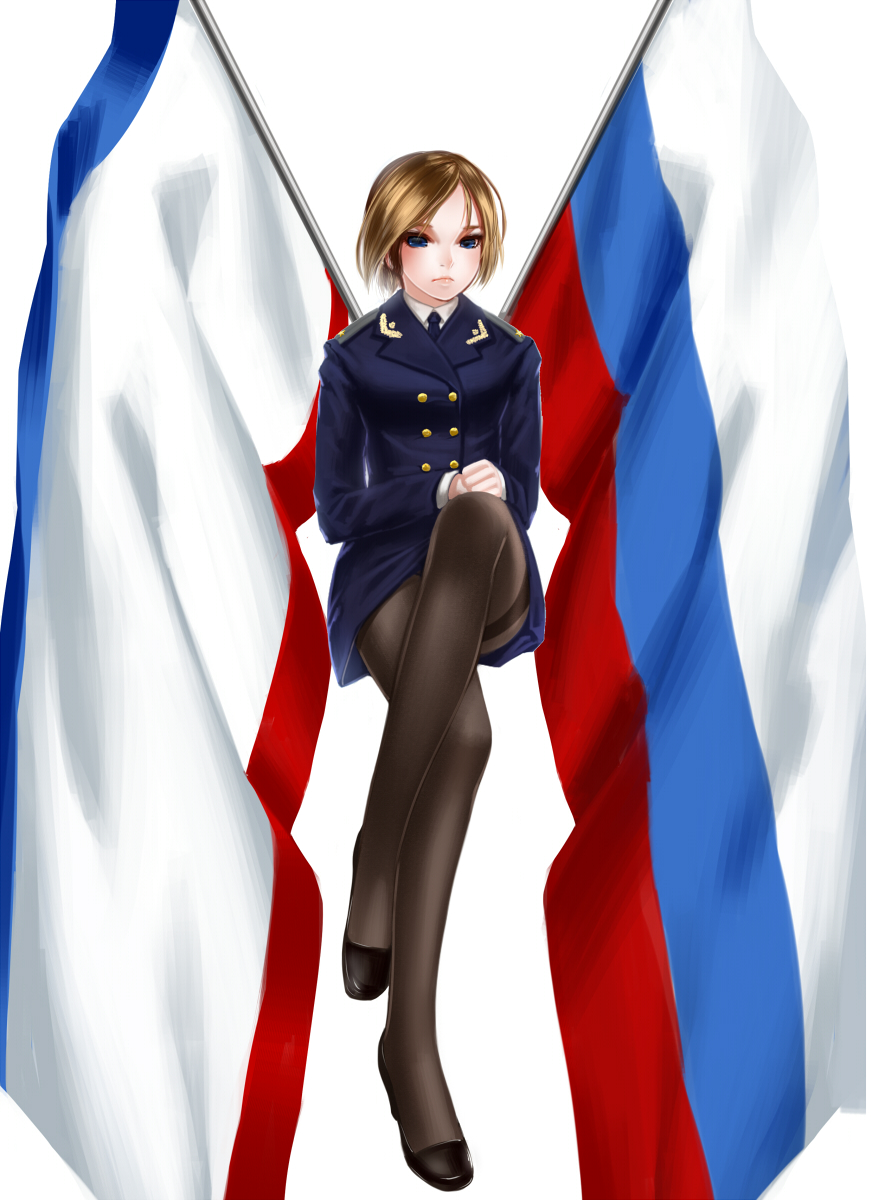
作者：RAIL
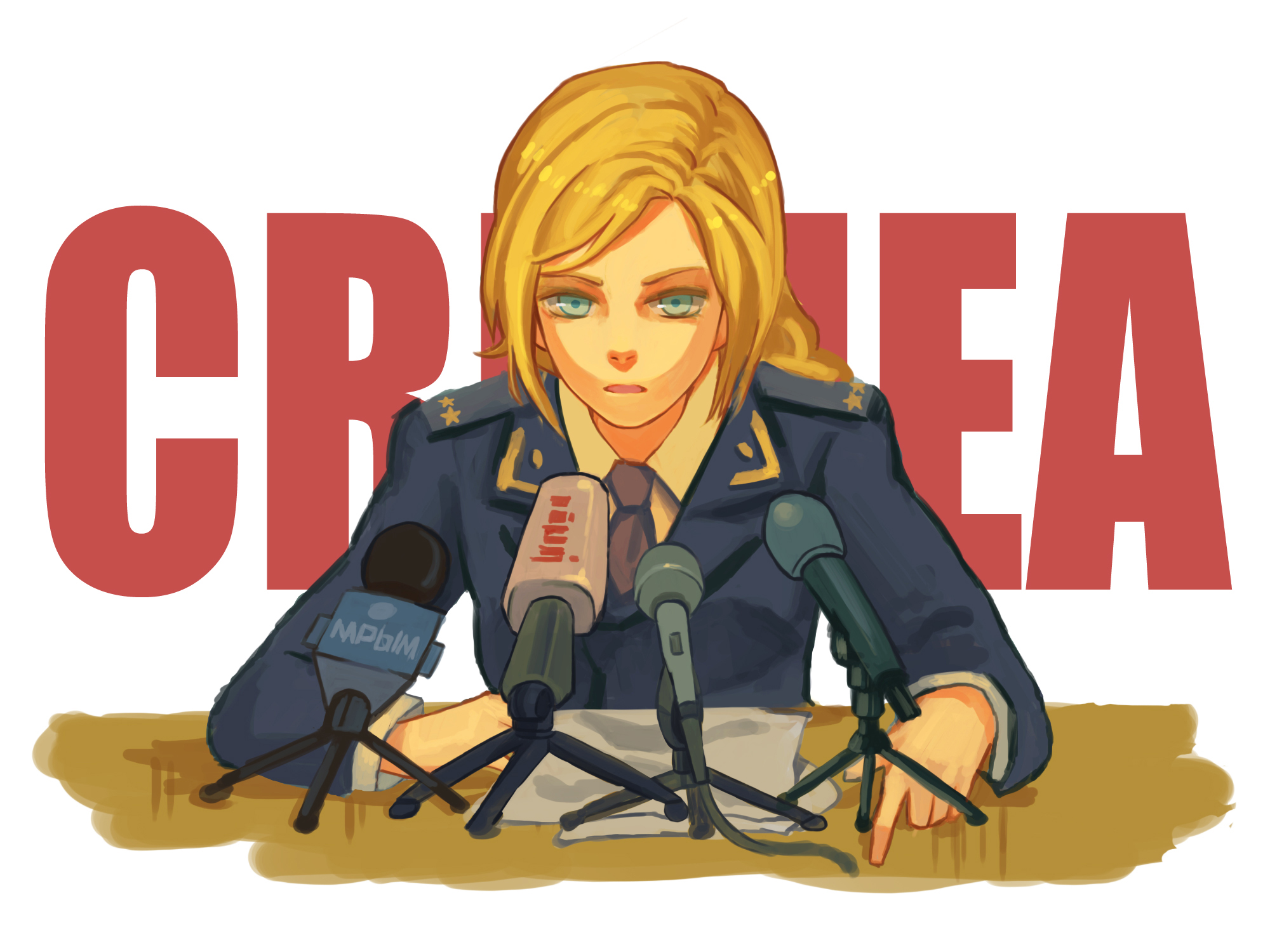
作者：薫 (Kaori)
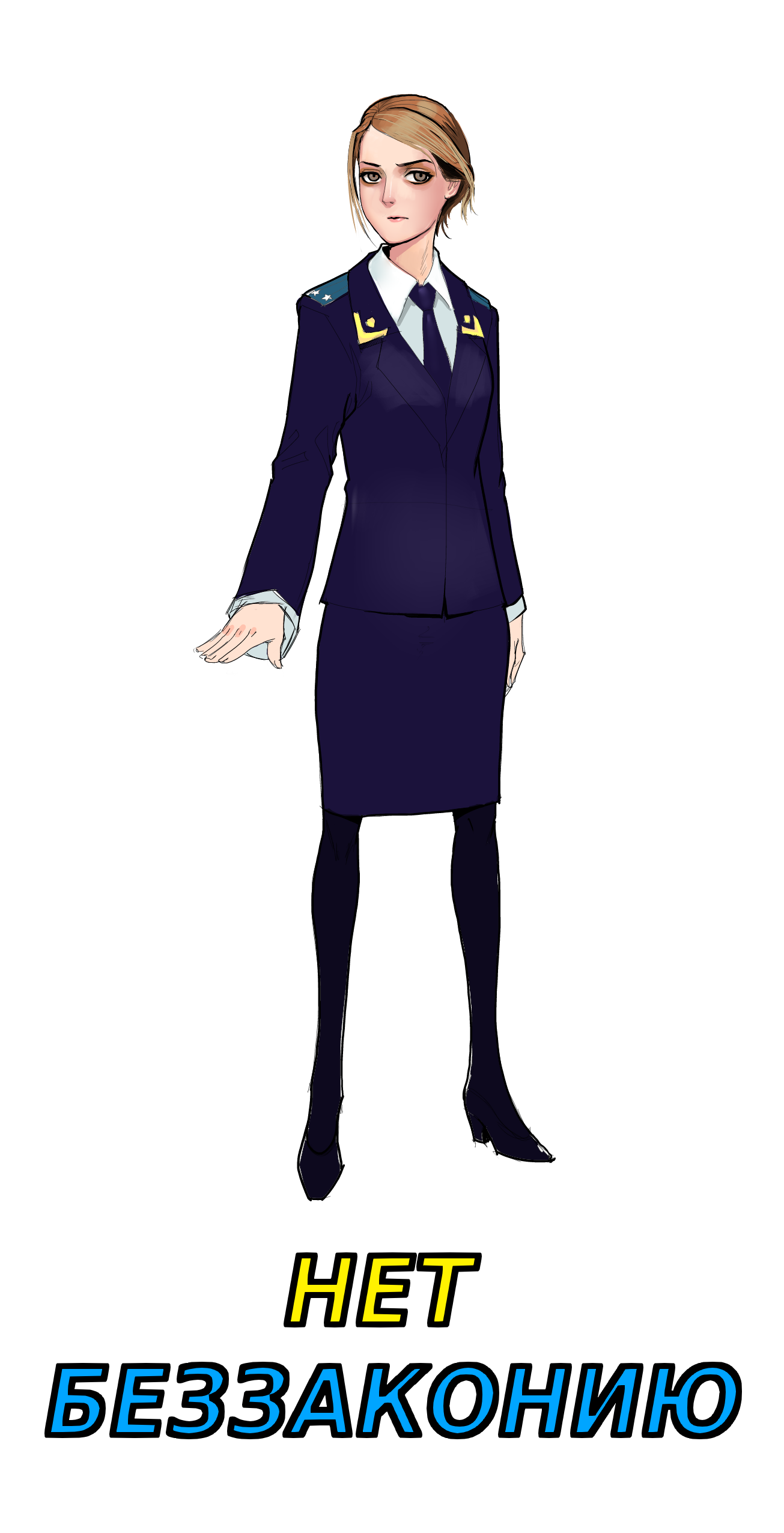
作者：Smolev Max (drsmolev)
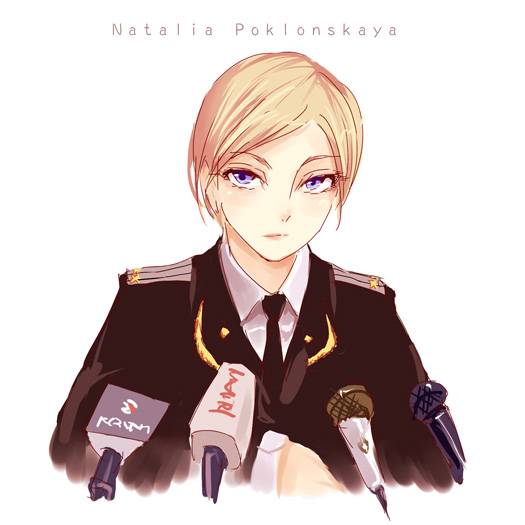
作者：ASLE

## 言论
她支持末代沙皇尼古拉二世，反對列宁、托洛茨基、希特勒和毛泽东：
|  | 尼古拉二世虽然是个争议性人物，但我觉得尼古拉二世还是功大于过，为俄罗斯的经济、工业、教育、卫生和农业现代化都带来很好的改革。讽刺的是，尼古拉二世一家被处决，但列宁、托洛茨基、希特勒和毛泽东是“双手沾满鲜血的恶棍”，却备受人们追捧。 |

另外，關於紅場上列宁墓中的列寧遺體，她認為公開展示遺體並不人道，應該盡快下葬。

## 私生活
在網路爆紅之前，波克隆斯卡娅曾經歷过一段婚姻，育有一女。2018年8月她和律師伊萬·索洛維約夫再婚，但這次婚姻只持續一年，2019年9月媒體報導已離婚。

## 著作
波克隆斯卡娅出版過兩本書：
- 《忠於信仰和祖國》(Преданность Вере и Отечеству)，莫斯科Книжный мир出版社，2018年。ISBN 978-5-6040154-4-5
- （和第二任丈夫伊萬·索洛維約夫合著）《克里米亞之春：之前和之後。第一手歷史》(Крымская весна: до и после. История из первых уст)，莫斯科Проспект出版社，2019年。ISBN 978-5-392-29891-4